# Йозеф Таль
Йозеф Таль (івр. יוסף טל; прізвище при народженні Грюнталь; 18 вересня 1910, Пінне (нині Пневи, Польща) — 25 серпня 2008, Єрусалим) — ізраїльський композитор, один з основоположників сучасного музичного мистецтва в Ізраїлі.

## Біографія
Майбутній композитор народився в сім'ї Юліуса і Оттілії Грюнталь. Незабаром після його народження родина переїхала в Берлін, де Юліус Грюнталь викладав стародавні мови у Вищій школі юдаїки. Йозеф Таль вступив в Державну вищу школу музики, його вчителями були Пауль Гіндеміт і Гайнц Тіссен (теорія музики і композиція), Курт Закс (історія музики) і Макс Трапп (фортеп'яно). 1927 року Таль зацікавився електронною музикою і вивчав її за підтримки Фрідріха Траутвайна. Під час навчання, а також після його закінчення 1931 року Таль заробляв на життя, граючи на танцях і в кінотеатрах, а також даючи уроки фортеп'янної гри. Після приходу до влади нацистів Таль залишився безробітним, а 1934 року емігрував до Палестини разом з дружиною Розі Левенталь і малолітнім сином Ройбеном.
У Палестині Таль деякий час працював фотографом (це мистецтво він почав вивчати ще в Німеччині), 1936 року оселився в Єрусалимі і повернувся до активної кар'єрі музиканта: грав на фортеп'яно і давав приватні уроки. У цей період він зближується з єрусалимською культурною богемою, в тому числі з поетесою Ельзою Ласкер. На запрошення Еміля Гаузера Таль почав викладати фортеп'яно, теорію музики і композицію в Палестинській консерваторії. З 1951 року він також працював в Єврейському університеті в Єрусалимі, де 1961 року заснував першу в Ізраїлі студію електронної музики, а 1965 — відділення музикознавства, яке сам і очолював до 1971 року. Серед учнів Таля — Бен-Ціон Оргад, Наомі Шемер і багато інших відомих ізраїльських музикантів. Таль був членом Міжнародного товариства сучасної музики, писав численні статті і читав лекції. Аж до похилого віку Таль писав музику, в останні роки життя завершив автобіографію і ряд теоретичних робіт.

## Нагороди і премії
Таль — лавреат численних міжнародних нагород в царині академічної музики, в тому числі Премії Вольфа за 1982 рік.

## Основні твори
Опери
- «Амнон і Тамара» (1961)
- «Ашмедай» (1969)
- «Массада 1967» (1972)
- «Спокуса» (1976)
- «Вавилонська вежа» (1983)
- «Сад» (1987)
- «Йосип» (1995)

Оркестрові твори
- П'ять симфоній (1953, 1960, 1978, 1985, 1991)
- Три концерти для фортеп'яно з оркестром (1944, 1953 1956)
- Концерт для двох фортеп'яно з оркестром (1980)
- Концерт для альта з оркестром (1954)
- Концерт для віолончелі та камерного оркестру (1961)
- Концерт для скрипки та віолончелі з камерним оркестром (1970)
- Концерт для кларнета з камерним оркестром (1977)
- Концерт для флейти з камерним оркестром (1977)
- Ораторії, кантати
- Твори для фортеп'яно соло і для камерних ансамблів
- Електронна музика